# Phyllophanes dyseureta
Phyllophanes dyseureta är en fjärilsart som beskrevs av Turner 1896. Phyllophanes dyseureta ingår i släktet Phyllophanes och familjen praktmalar, Oecophoridae. Inga underarter finns listade i Catalogue of Life.